# Manutenzione straordinaria
Si intende con manutenzione straordinaria, in genere l'insieme delle azioni migliorative (Manutenzione migliorativa), la Manutenzione preventiva rilevante (quali ad esempio revisioni, che aumentano il valore dei sistemi e/o ne prolungano la longevità), ed in alcuni casi anche correttive (Manutenzione correttiva), quando l'intervento correttivo aumenta in modo significativo il valore residuo e/o la longevità del sistema, il cui scopo non è dettato da una esigenza impellente di ripristinare il livello ottimale di funzionamento, ma piuttosto da una gestione economica, nel tempo, del sistema mantenuto.
La manutenzione straordinaria non ha infatti lo scopo di mantenere nel tempo il livello di disponibilità (compito invece che è assegnato alle azioni manutentive che fanno capo alla Manutenzione ordinaria) ma, come dice la parola stessa, ha proprio un carattere di straordinarietà, ossia interviene nelle grandi manutenzioni ai sistemi, specie quelli che debbono funzionare a ciclo continuo, affinché fra un periodo e l'altro di intervento ci siano problemi minimi di deriva e di avaria, in genere coperti con ridondanze o riconfigurazioni del sistema.
Campo dell'attività riguarda il miglioramento delle prestazioni e/o dell'affidabilità. Con il passare del tempo le esigenze di prestazione aumentano, anche perché anno dopo anno, appaiono sul mercato nuovi modelli, nuove tecnologie, per cui il gestore si trova spesso nella necessità di valutare il rimpiazzo di un sistema o una sua manutenzione radicale (appunto straordinaria) al fine di aggiornarlo e di ridurre il suo grado di obsolescenza, nonché (ma è una caratteristica sempre meno importante specie nel manifatturiero leggero) aumentarne la longevità.
La maggiore longevità dei sistemi, sia fisica, sia tecnologica, permette infatti di ripartire su un maggior numero di annualità i costi di acquisto, ai quali nel tempo si aggiungono anche i costi della Manutenzione straordinaria che va ad incrementare il valore patrimoniale da sottoporre alla procedura di ammortamento.